# Донецкий государственный научно-исследовательский угольный институт
Донецкий государственный научно-исследовательский угольный институт (Донуги) — образован в марте 1946 г. для научного обеспечения восстановления шахт Донбасс, в частности разработки методологии, создание способов и средств, осушение и восстановление горных выработок, образование новых видов крепления, а также с целью разработки углехимической карты региона для расширения базы коксохимической подотрасли.

## История института
После 1950 г. основные усилия коллектива Донуги были направлены на совершенствование технологических комплексов поверхности шахты на базе созданных институтом схем и средств автоматизации, механизации производственных процессов в пристволовых дворах, на породных отвалах, сортувальнях, грузовых пунктах, лесных и угольных складах и тому подобное. Сформировалась мощная экспериментально-производственная и научно-техническая база, на основе которой были образованы:
- отраслевой вычислительный центр (ГОЦ),
- институт «Укрнииуглеобогащение»,
- институт «Укрниигидроуголь»,
- академический «Институт экономики промышленности»,
- «Доннии».

В следующее десятилетие продуктивная деятельность института обеспечила поступательное развитие угледобывающих предприятий. В частности проведен цикл работ по механизации отработки тонких пластов, в том числе и на крутом падении, создания прогрессивных средств шахтного транспорта, разработаны технологии и средства регенерации шахтных сточных вод, безопасного бурения скважин и шпуров, проведения и крепления капитальных выработок.
В 1980-90-е годы Донуги работает над созданием комплексно-механизированной выемки угля, проблемами проявлений горного давления на больших глубинах, дегазации и проветривания выработок, безопасности подземных работ. В 90-е годы развиваются новые научные направления: энергосбережение, планирование и прогнозирование развития производства в угольной отрасли и ее реструктуризация.
В Донуги действует аспирантура, которая с 1953 г. подготовила 300 канд. наук, работает более 300 человек. (1999 p.), из них докторов наук и профессоров — 4, канд. наук — 65. Комплекс проблематики, над которой будет работать Донуги в новом веке, связан с усложнением горно-геологических условий, увеличением глубины горных работ, старением шахтного фонда, широкой компьютеризацией производства. По состоянию на 2003 p., Донуги — главный институт Министерства топлива и энергетики Украины по вопросам технологии подземной разработки угольных месторождений, разработки технических заданий на создание новых технологий и горно-шахтного оборудования.
Адрес: ул. Артема, 114; г. Донецк, 83048. Тел. (0622) 55-43-06. E-mail: donugi@stels.net